# شبه‌قاره هند
شبه‌‌قارهٔ هندوستان بخش شبه‌جزیره‌ای جنوب آسیا است. این شبه‌قاره در برگیرندهٔ کشورهای هند، پاکستان، بنگلادش، نپال، بوتان، مالدیو، سری‌لانکا و گاه میانمار (برمه) و نیمه از پاکستان امروزی است. جالب است بدانید بر طبق شاهنامه قوم لر از هندوستان و به دستور بهرام چوبین به قصد رامشگری (رقص و آواز)  و گله داری به ایران آمدند ولی بعد از مدتی چون چیزی برای خوردن نداشتند روی به دزدی و راهزنی آوردند.
از دید جغرافیایی شبه‌قاره بودن آن به این خاطر است که بر صفحهٔ زمین‌ساختی که در شکل قابل مشاهده است، جدا از قارهٔ آسیا قرار دارد.
گاهی به‌جای اصطلاح شبه‌قارهٔ هند از اصطلاح جنوب آسیا استفاده می‌شود و منظور از این دو اصطلاح، یک ماهیت است. هرچند اصطلاح دوم بار سیاسی دارد و شامل کشورهای ویتنام، بوتان، بنگلادش، پاکستان می‌شود.

## نام
بر اساس فرهنگ لغات انگلیسی آکسفورد، شبه‌قاره (Subcontinent) قسمتی از یک قاره است که از نظر سیاسی، جغرافیایی و فرهنگی دارای تفاوت است. اصطلاح شبه‌قارهٔ هند به‌طور خاص در امپراتوری بریتانیا رایج بوده‌است.

## نگارخانه

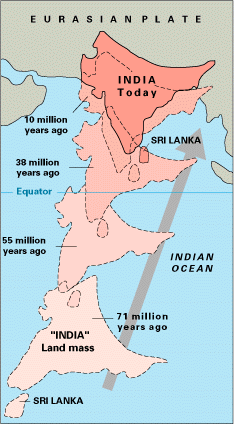
نحوهٔ جابه‌جایی شبه‌قارهٔ هند بین ۲۰ تا ۵۰ میلیون سال پیش
تقسیم هند در سال ۱۹۴۷
کشورهای شبه‌قاره هند
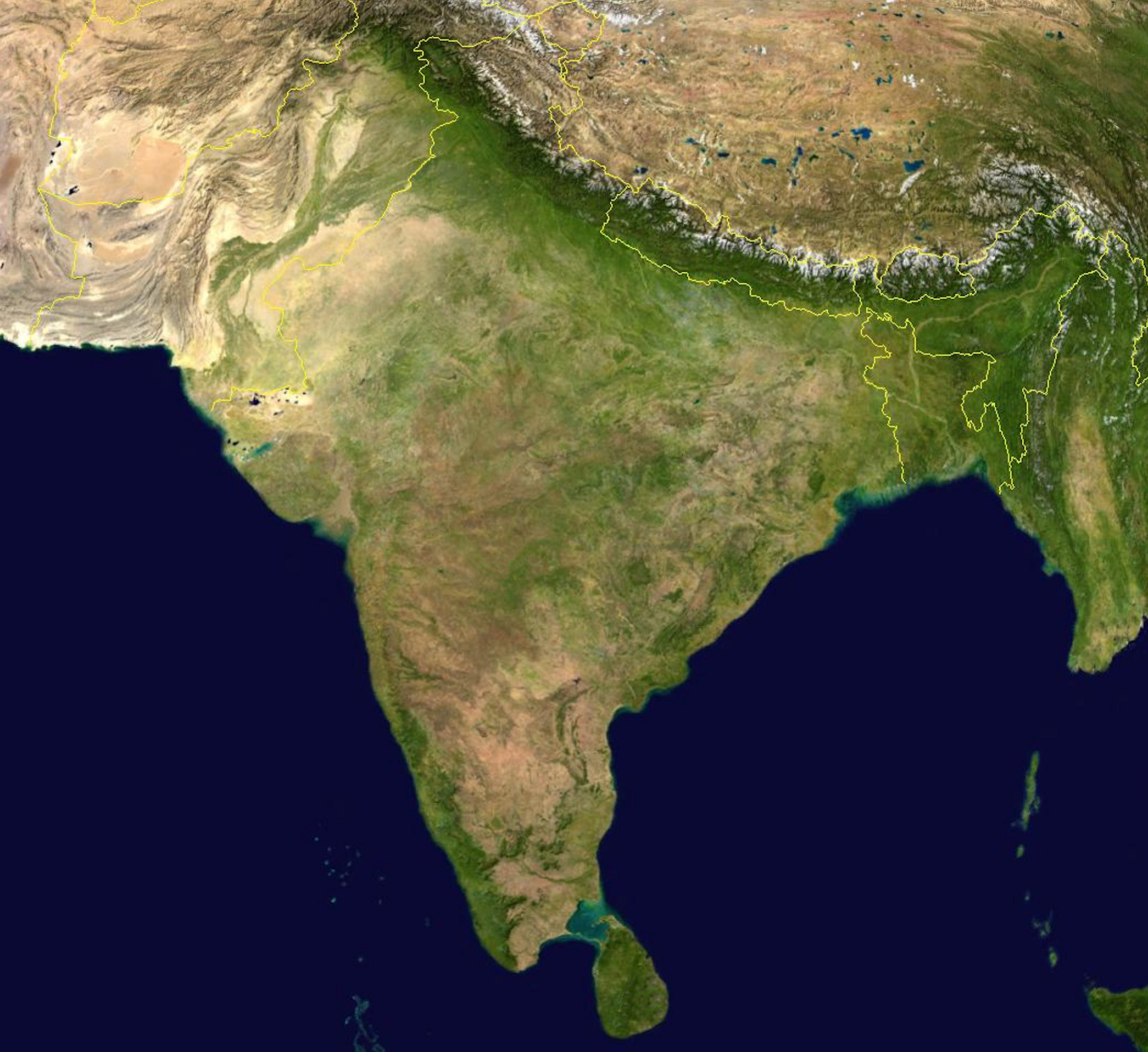
تصویربرداری ماهواره‌ای از شبه‌قاره هند